# 田中弘太郎 (俳優)
田中 弘太郎（たなか こうたろう、1964年10月28日 - ）は、日本の元俳優。本名同じ。
神奈川県出身。身長183cm、体重74kg。明治学院東村山高等学校卒業。既婚。
現役当時は児雷也、スタークコーポレーションに所属していた。

## 人物
ジャパンアクションクラブを経て、日本映画学校の俳優科を卒業後、知人の俳優に誘われて1989年に俳優デビュー。日本映画学校時代の同期には、アニメーション監督の谷口悟朗がいる。
1991年の「スーパー戦隊シリーズ」『鳥人戦隊ジェットマン』の主人公・天堂竜 / レッドホーク役を演じ、『ジェットマン』終了後も数々のドラマ、映画、Vシネマに出演。
2004年に開かれたジェットマンのDVD化記念として掲載された井上敏樹と出演者の座談会に参加した。
2005年に芸能界を引退しており、若松俊秀のブログによると現在はIT関連会社で取締役を務めている。
趣味はサーフィン。
特技は、剣道、スキー、英会話。

### 『ジェットマン』関連のエピソード
『ジェットマン』の主役を推薦したのは脚本家の井上敏樹で、天堂竜のイメージ通りの俳優として田中を推薦した。
ジャパンアクションクラブに在籍した経験からアクションシーンも自身でこなしており、第3話「五つの力!」の撮影中にアクション中に背骨を骨折しており、骨折後もコルセットを装着しながらの立ち回りもあったため、体を捻る度に激痛が走って大変だったと述懐している。
天堂竜を演じる面の苦労として、岸田里佳演じる鹿鳴館香 / ホワイトスワンと丸山真穂演じるマリア / 藍リエとの恋愛関係でメリハリをつけることが難しかったと述べている。
「戦隊シリーズ」のレッド役は他のメンバーのまとめ役というイメージが多いが、田中は初の主演ということもあり、自分を試すという意味で自分のすべてを出すことができたため、撮影現場は楽しかったという。
また、『ジェットマン』がきっかけで、結城凱 / ブラックコンドル役を演じた若松俊秀と大変親しくなり、『ジェットマン』終了後もお互いに時間を見つけてはサーフィンや食事に出掛けることがある。
『科学戦隊ダイナマン』以来、最終回で役者本人がスーツを着て演技することが恒例になっているが、『ジェットマン』最終回では、日下秀昭が演じている。また、名乗りポーズをするレッドホークのみ田中本人が演じている。
『ジェットマン』のロケで、トランポリンから飛び降りた際に突き出ていた岩に当たり、腿を負傷した。田中は完成映像ではリアルな引きつり方であったと述懐している。そのほかにも、芝居で感情が入って余計な動きをしてぶつけてしまうなど、怪我の多い一年であったと振り返っている。

## 出演

### テレビドラマ
- 水曜グランドロマン / 旅の終りに（1989年、日本テレビ）
- 月曜・女のサスペンス / ためらい疵（1990年3月26日、テレビ東京）
- 火曜サスペンス劇場 / 名無しの探偵シリーズ6 愛の虚構（1990年、日本テレビ）
- 火曜ミステリー劇場 / はりつけ島連続殺人 なんでも屋探偵帖（1990年、テレビ朝日）
- 鳥人戦隊ジェットマン（1991年、テレビ朝日）- 天堂竜 / レッドホーク
- 大人は判ってくれない / ランナー（1992年、フジテレビ）
- 土曜ワイド劇場 / なんでも屋探偵帳（1994年、テレビ朝日）
- 花の乱（1994年、NHK） - 上原賢家
- 官僚たちの夏（1996年、NHK）
- 太陽がいっぱい（1998年、関西テレビ） - 沢田
- 史上最悪のデート 第8話（2001年1月28日、日本テレビ）
- 世にも奇妙な物語 秋の特別編 / ドラマティックシンドローム（2001年、フジテレビ）
- 金曜エンタテイメント / 忠臣蔵1/47（2001年、フジテレビ）
- 月曜ミステリー劇場 / 税理士楠銀平の事件帳簿 消えた遺言書（2003年、TBS）
- 金曜エンタテイメント / 星に願いを〜七畳間で生まれた410万の星〜（2005年、フジテレビ）

### 映画
- バカヤロー!2 幸せになりたい。（1989年、松竹）
- ジェームス山の李蘭（1992年、東映アストロ）
- 夢の女（1993年、松竹）
- JUNK 死霊狩り（2000年、ジャパンホームビデオ） - 虎二
- スパイ・ゾルゲ（2003年、東宝）

### オリジナルビデオ
- トップライダー（1991年、にっかつビデオ）
- レディウェポン 女豹（1993年、にっかつビデオ）
- 稲川淳二の恐怖劇場（1999年、バンダイビジュアル）
- サギ師一平 おカネ大好き!（2000年、アンカー・ビュジュアルネットワーク） - 後藤

### CM
- バンダイ「ジェットマン 変身シリーズ」
- 日本経済新聞
- English for you
- 三菱カーナビゲーションシステム
- 住友建機
- 明星食品（一平ちゃんシリーズ）